# Gare de Warwick (Angleterre)
La gare de Warwick est une gare ferroviaire desservant la ville de Warwick au Royaume-Uni.

## Histoire
La gare a été ouverte le 1er octobre 1852 par le Great Western Railway sur la ligne principale entre Oxford et Birmingham.